# Pauchhi Amarayee
Pauchhi Amarayee (nep. पौडी अमराही) – gaun wikas samiti w zachodniej części Nepalu w strefie Lumbini w dystrykcie Gulmi. Według nepalskiego spisu powszechnego z 2001 roku liczył on 707 gospodarstw domowych i 3885 mieszkańców (2130 kobiet i 1755 mężczyzn).